# Jaume Capdebou
Fra Jaume Capdebou (Alcúdia, s.XIV - Palma, entre 1348 i 1350) fou un frare visionari.
Aquest frare alcudienc va viure al Reial Convent de Santo Domingo de Palma o també conegut com a Sant Domenèch de Palma. L'historiador Pere Ventayol Suau el descriu: "(...) dotado de sentimientos angelicales y suma sencillez, observó que una imagen de la Virgen no daba nunca el pecho al niño Jesús, compadecido, pensó remediar tal descuido ofreciendo al niño Jesús parte de su alimento."  Aquest succés va passar durant un temps i sempre de nit.
El miracle li va passar quan segons la seva rondalla, el nin Jesús baixà del bressol de la mare per menjar l'aliment ofert per fra Capdebou. Davant les moltes aussències dins el convent, el mestre dels novicis el vigilaba fins que un bon dia, va veure en bon Jesús baixava "(...) vió como Este, desprendíase de los brazos de su madre, bajaba y juntamente con el niño Capdebou comían el sencillo alimento que éste había aportado." 
En una d'aquestes vegades, quan l'infant Jesús baixà per menjar del plat de fra Jaume va agafar de la mà al frare i se'l dugué al cèl amb ell, "(...) para corresponder a tan buenos sentimientos, mereció convidase al novicio Capdebou a las bodas celestiales donde subió acompañado de su maestro poco después del año 1348".
Ventayol ens segueix dient que: "para conmemorar este milagro sobre la tabla donde estaba pintada la Virgen, a un lado se juntó el santo novicio Capdebou y al otro lado, su maestro de noviciado."
Aquest retaule pertangué a una capella dedicada a Nostra Senyora de la Bona Mort o del Sant Novici (quarta capella a mà dreta).
Ventayol també ens diu a la seva obra sobre els fills il·lustres d'Alcúdia que dins el saló de fills il·lustres de Mallorca, sala de plens de l'Ajuntament de Palma, hi havia un quadre a l'oli que commemora aquell miracle. Apareix el bon Jesús acceptant de fra Capdebou els aliments.